# 精英：危機四伏
《精英：危機四伏》（又译作）是由Frontier Developments開發，Steam、epic和Frontier Developments發行的一款太空飛行模擬器遊戲。為David Braben和Ian Bell於1984年製作的《Elite (遊戲)》系列的第四部作品。

## 遊戲玩法
遊戲設定在公元3300年的銀河系（由現實年份2014年算起，2018年時已是遊戲內3304年），玩家扮演指揮官（Commander）駕駛太空船穿梭各星系進行各種活動，如通商買賣、太空探索、採礦、僱傭兵、賞金獵人、刺客及海盜行為等。在Horizon的擴展包中，玩家可降落在行星上進行探險和戰鬥。
此作也是首次以線上多人遊戲的模式進行，但玩家依舊可以選擇進入單人模式（Solo模式，但依舊須連接網絡方可進行遊戲），並在有著4000億個星系的銀河系中傲遊。其中的15萬個星系是根據現實已知的天文數據製作，而剩餘的星系，包括星體皆由天文數據程序化生成。

### 勢力
遊戲內主要分成三大勢力：聯邦（Federation）、帝國（Empire）和聯盟（Alliance）。當玩家在與勢力有關的組織積累一定的聲望時，就會賦予晉升聯邦海軍軍銜/帝國貴族階級的任務以獲得軍銜/爵位（現只有聯邦和帝國有軍階，聯盟尚無），到達一定的軍階時就能得到某些被封鎖的星系的許可及購買特定飛船的資格。在2015年6月的1.3更新後，除了加入更多獨立勢力之外，玩家亦可以向這些勢力的領袖宣誓效忠為他們服務，累積功勳來得到特定的加成，亦可改變銀河的勢力版圖。
銀河內亦有名為Thargoid的外星生物的存在，玩家遠征未開發的星域時會有機會遭遇上他們，通常是在超空間航行時被他們的飛船攔截，或在某些星球上有些像藤壺一樣的遺跡中出現。Thargoid會否攻擊玩家就視乎玩家有否攻擊他們或他們本身對人類懷有敵意。

### 玩家階級
玩家的階級有四大項目，分別為戰鬥、貿易、探險和CQC（PvP戰鬥），而各項目的最高等級皆為「精英」（Elite）。

## 世界觀

### 聯邦
人類經歷過第三次世界大戰後往太空殖民後所建立，實行民主政制和資本主義的銀河勢力。名義上總統是最高領導人，但實質上政治是由多個大型企業所控制，因此賄賂和政治獻金是聯邦政壇中常見的現象。
主要軍事力量為聯邦海軍（Federal Navy），海軍也賦予軍銜給民間宇航員作為輔助力量。
現任總統是Zachary Hudson，影子政府首腦為Felicity Winters。

### 帝國
帝國的立國者Marlin Duval為了讓邊境殖民地脫離聯邦政府的暴政而發起獨立運動而立國，定都於水委一星系。因此帝國和聯邦爆發戰爭，最後帝國獲勝，與聯邦和平共存。和平之後，帝國皇室和議院貴族之間權力鬥爭不斷發生。Arissa Lavigny-Duval為現任帝國皇帝。
帝國實行封建制度，會向有貢獻的宇航員賦予貴族頭銜。
在帝國裡蓄奴和服食毒品是合法的，但帝國公主Aisling Duval致力推動解放奴隸和禁毒的社會運動。

### 聯盟
由各獨立星系及殖民地為解決衝突而聯合一起的同盟組織，成為聯邦和帝國以外的第三大勢力。現任總理是Edmund Mahon。
聯盟尊重加盟星系的主權，所以政治體制十分多樣化，不像聯邦或帝國是統一地行使民主或獨裁。
軍事組織為聯盟防衛軍（Alliance Defence Force），都是由各星系的本土防衛艦隊組成，所以組織比較鬆散，只是在有需要的時候才會聯合起來。而聯盟的軍權全由海軍上將議會（Council of Admirals）所掌握。
此勢力是史上人類與Thargoid進行第一次接觸的勢力。

## 遊戲開發
2012年開始，遊戲開發公司Frontier Development（簡稱FD）便以自家的遊戲引擎COBRA進行《精英：危機四伏》的開發。
2014年11月14日，在遊戲發售前的一個月，遊戲總監David Braben宣布移除遊戲中的線下單人模式，並且在2014年的12月16日正式於PC上發售。
2015年3月4日，微軟宣布《精英：危機四伏》會在Xbox One上發售，並於2015年的E3展上以early access體驗的方式進行公佈。在2015年4月2日，遊戲正式登陸steam商店，並提供了windows和Mac兩種購買選項（2015年5月才添加Mac購買功能）。並最終在2017年6月27日登上PlayStation 4平台。

### 眾籌
2011年的遊戲開發者大會上，在初代《精英》的開發演示介紹後，遊戲總監David Braben被問及《精英》第四部作品的製作是否仍在計畫中。他回答：『是的，若沒有就是個大悲劇了。』但是該計畫因其題材而無法籌集足夠的資金。
到了2012年4月，Braben提及群眾募資或許為解方之一，並隨後在同年11月以Kickstarter平台開啟了為期60天的募資，並將目標定為125萬英鎊，且承諾會在2014年3月完成遊戲。Braben表示其目的實為測試大眾對此遊戲題材的興趣，再來才是以募資為目的。
即便在募資期限後，依舊有大眾透過Paypal匯款。2014年4月，共募集170萬英鎊（雖然最終遊戲的開發資金高達800萬英鎊）。

### 測試階段
2013年12月，可遊玩的Alpha開發中版本釋出，讓部分募資玩家體驗。於2014年5月，遊戲進入Beta測試的第一階段，此時專注於測試遊戲系統以及服務器對大量玩家的負荷能力。在遊戲發售的3週前，發售前版本Gamma釋出給所有募資玩家，以讓他們先於其他玩家熟悉遊戲。2015年4月2日，Mac版本也上線，所有募資者皆可進行。

### 遊戲更新版本

#### 地平線擴張包
2015年8月5日的科隆遊戲展上，第一季、名為地平線（Horizon）的擴展包季票（Season Pass）正式公布，並且在同年11月30日進行Beta測試，最終於12月15日在PC上發售（2016年6月3日在Xbox One發售）。目前因Mac系統無法完整兼容的關係，FD並無發售該平台上擴展包的計畫。而一開始的眾籌玩家若購入此擴展包，可得到特殊飛船『Cobra Mk4』。
在此擴展包中，加入了降落星球表面、地面探索車、地面基地、合成、艦載機、客運任務、自創人物，以及大型多人飛船上的合作模式。目前的星球表面降落僅能在無大氣的星球進行，並且可以在降落後部署六輪的地面探索車（SRV）。此地面載具配備了武器、可搜尋礦物資源或墜毀物體的聲納掃描儀、用以掃描數據的掃描儀，以及可短暫噴射、越過崎嶇地形的推進器。此外，輪胎上的穩定器可協助在低重力星球上平穩行駛。在星球表面所拾取的礦物材料可進行調和，達到提升飛船遷躍距離、修理與補充燃料，又或者對飛船的部件進行改造。
地平線季票分為五大階段，最初是降落星球表面，再來是2016年5月加入的合成功能。接著是2016年10月加入的艦載機和客運任務，而在2017上半年則加入了多人合作飛船模式。
2017年2月24日，隨著Trappist-1星系的發現，為了將之放入遊戲，也影響了第五階段更新內容的日期。接著，加入了自創人物功能的2.3更新於2017年4月11日加入。2017年9月26日，名為『The Return』的2.4更新加入了外星種族Thargoid，以及更龐大的世界觀。

#### Beyond擴張包
Beyond是官方繼地平線後的3.0更新內容，旨在改進遊戲核心遊戲內容，增加新的犯罪懲罰系統、更好的貿易數據查詢、組隊任務、新飛船、NPC飛船、與巨型飛船或據點的互動、科技與材料商人、Galnet新聞語音播報、新的挖礦機制、探索機制、太空異常現象，以及畫面的改進，尤其是更詳細的星球表面景象。3.0的開發Beta在2018年1月25日開始，並在同年2月27日以『第一章』之名正式加入。值得一提的是，所有購買了地平線擴展包季票的玩家，都可以免費得到此擴展包。

#### 競技場
於2016年2月16日加入的《精英危機四伏：競技場》（Elite Dangerous: Arena）為主遊戲中近距離纏鬥（Close Quarters Combat，簡稱CQC）模式的單獨發售版本。在2016年7月7日至11日時，此模式在Steam平台上免費發放，但在2017年2月10日，正式從Steam中移除。而玩家仍可透過主遊戲中的主頁面進入此模式。

#### 奥德赛（Odyssey）
《精英危险: 奥德赛》是《精英危险》的第二个付费扩展包。Frontier Developments将其描述为迄今为止最大的更新，并将成为其游戏历史上一个重要的里程碑。它的开发工作早在2018年8月起就开始进行，于2020年6月3日被正式公布，并于2021年5月19日发布PC版。

## 評價
《精英：危機四伏》在遊戲評價網站Metacritic上，獲得52名評論者的80/100評分。
遊戲媒體PC Gamer的Chris Thurten為遊戲打出86/100的分數，並稱其為『潛在的經典，FD打造出了一個非常廣泛但尚有些淺顯的遊戲內容。』並指出該遊戲『讓人興奮，但也有著極度的空虛、沮喪與些許無聊。』
Eurogamer的Dan Whitehead則打出8/10的分數，並說道『或許是最具代入感的太空遊戲，雖然有些遊戲內容略顯重複。』
GamesRadar的Andy Kelly給出4/5的分數，並稱其為『非常有說服力的太空沙盒遊戲，也是《精英》系列的強勢回歸。但是覺得遊戲裡缺乏了一些重要的元素，尤其是在多人遊戲的層面上。』
Metro的Roger Hargreaves打出7/10的分數，並認為該遊戲『有很紮實的起步，但還有很大的進步空間。』
IGN的Rob Zacny稱其為『我所玩過最迷人的太空貿易模擬遊戲，但也是最無聊的。』brief, intense emotional peaks and long, shallow valleys of boredom" as "fundamental to Elite's identity"
2014年11月14日宣布移除線下模式之際，大量的玩家發出反對的聲音，並聲明是因為其中的線下模式而提供資金，但現在突然就無事先預警的移除而非常不滿。FD同意讓未開始遊戲的預購玩家退款，但已在Alpha或Beta進行遊戲的玩家則無法索回資金。最後，Braben代表FD說道，之後的退款事宜會和各玩家協商進行。
截至2016年5月末，遊戲共賣出170萬份，而在2016年12月末，已賣出210萬份。2017年8月，已達到275萬的銷量。

在2015年的遊戲開發者選擇獎上，《精英：危機四伏》獲頒『玩家票選獎』（Best Audience）；並於2016年Game Revolution網站獲得《最佳虛擬實鏡遊戲》的獎項。

## 外部連結
- 官方网站
- 精英：危機四伏在巴哈姆特的頁面（繁體中文）
- 《精英：危機四伏》Fandom Wikia （页面存档备份，存于）